# Зоран Максимовић (театролог)
Зоран Максимовић (Сремска Митровица, 21. септембар 1963) је српски театролог, историчар, уредник, кустос и директор Позоришног музеја Војводине (од 2002. до 2017. године).

## Биографија
Зоран  Максимовић  је рођен у Сремској Митровици 21. септембра 1963. Завршио је Карловачку гимназију, дипломирао је на Филозофском факултету у Новом Саду, Катедра за историју. Магистрирао је и докторирао на Академији уметности у Новом Саду, на Одсеку театрологије.         
На Филозофском факултету је више година, уз Даринку Зличић, водио Академску драмску дружину „Промућурко” и као аутор и коаутор учествовао у реализацији позоришних представа ‒ дела Есхила, Аристофана, Егзиперија, Анице Савић Ребац, затим изложби Аристофанова комедиографија, Нушићева драмска дела као извор историје, Љубав у Тоскани ‒ Милош Црњански, као и у организацији трибина, промоција и предавања.
По пројектима, хонорарно је радио у Српском народном позоришту и Стеријином позорју (1982‒97). Радио је и као новинар на Радио Новом Саду (1992–93) и у Културно-уметничком програму емисије: Метрополис за ТВ Нови Сад и РТС, и Видици и Хронике Стеријиног позорја за ТВ НС, у периоду 1996–1998.
Године 1991. запослио се у Архиву Војводине, у Новом Саду. Са послова историчара-архивисте, где је изучавао Фонд Друштва за Српско народно позориште, 1995. године, у децембру, споразумно прелази за кустоса у Позоришни музеј Војводине у Новом Саду, где и данас ради као музејски саветник – театролог, а од 2002. до 2017. био је и директор.
Редовни је члан Матице српске од 1995. године, а од 2004. члан Одбора Одељења за сценске уметности у музику. Од 1995. ради на научним пројектима овог Одељења као и Лексикографског-биобиблиографског одељења (Српски биографски речник – од 1996. и Лексикон писаца Југославије – од 1999). Сарадник је Енциклопедије Новог Сада (од 1999) и Српске енциклопедије (од 2007, САНУ и Матица српска). Члан је Главне редакције научноистраживачког пројекта Позоришна култура Војводине Позоришног музеја Војводине, и Биобиблиографске, Српске, Руске, Редакције за оперу, Редакције за балет и Редакције за позориште за децу и луткарство (од 2003). Члан је Главне редакције и уредник Позоришне струке Енциклопедије Војводине (од 2013). Сарадник је Енциклопедије Народног позоришта у Београду (од 2018).
Учесник је више домаћих и иностраних симпозијума, семинара и конференција. Био је члан жирија на позоришним фестивалима, и за доделу уметничких награда и научних признања (Нушићева награда за животно дело глумцу-комичару, од 2017; „Ловоров венац”, награда за животно дело у научном подручју театрологије, у сазиву је од 2003; Балетске награде Марина Олењина...) и члан више струковних, организационих, извршних и управних одбора и савета (између осталог, и члан УО Српског народног позоришта, Музеја позоришне уметности Србије, Фондације Лаза Костић и Позоришног музеја Војводине). Од 2006. члан је Удружења позоришних критичара и театролога Србије (огранак AITC при Унеску). Један је од троје оснивача Фондације „Лаза Костић” (Лондон, Београд, Нови Сад, 2009). Потпредседник је Новосадске секције Међународног савета за игру (CID при Унеску, од 2014) и потпредседник Савета Међународног фестивала позоришта за децу у Суботици (2014˗18). Од 2020. члан је Управног и Извршног одбора Матице српске и секретар Одељења за сценске уметности и музику Матице српске.
У оквиру Музеја организовао је, а и учествовао у раду више међународних научних скупова, конференција, манифестација, изложби и трибина, био је главни и одговорни уредник Музејских издања, уредник његових појединих едиција, књига и периодике. Држао је предавања о позоришту, театрологији и музеологији и писао предговоре и текстове за стручне књиге. Аутор је око двадесет музеолошко-театролошких изложби (Србија, Словачка, Мађарска, Велика Британија, Република Српска).
Био је уредник области за позориште и филм енциклопедијског зборника Знамените личности Срема (Филозофски факултет у Новом Саду, Музеј Војводине и Музеј Срема, 2000‒2003). Члан је и уреднишатва: „Алманаха позоришта Војводине” (од 2002), „Војвођанске сцене” (2003‒2005) и Зборника за сценске уметности у музику Матице српске (од 2016).
Објављивао је и у зборницима радова, периодичним публикацијама и дневним листовима: „Летопис“ Матице српске, „Зборник Матице српске за сценске уметности и музику“, „Свеске Матице српске ‒ грађа и прилози за културну и друштвену историју“, „Рад војвођанских музеја“, „Зборник Српске академије медицинских наука“, „Зборник Универзитета у Лођу”, Пољска („Południowosłowiańskich Zeszytów Naukowych“), „Годишњак Музеја града Новог Сада“, „Nový život“ – Mesačník pre literatúru a kultúru, „Позориште“, „Сцена“, „Алманах позоришта Војводине“, „Дневник“, „Глас јавности“, „Грађански лист”, „Блиц“, „Политика“, НИН, „Војвођанска сцена“, „Нова мисао” и др.
Радови су му превођени на: енглески, руски, словачки, мађарски, пољски, русински, румунски, норвешки и ромски.

## Ауторски и приређивачки рад
- 70 година Позоришта младих, Каталог изложбе, Позориште младих, Нови Сад, 2001. COBISS.RS
- Мира Бањац, монографија поводом Добричиног прстена, Савез драмских уметника Србије ‒ Позоришни музеј Војводине, Београд ‒ Нови Сад, 2002. COBISS.RS
- Буђење сна („Сан летње ноћи“ на сцени Српског народног позоришта), каталог изложбе, Позоришни музеј Војводине – Српско народно позориште, Нови Сад, 2003. COBISS.RS
- Позоришни Нушић ‒ Нови Сад, Београд, Скопље, Сарајево (више аутора), Позоришни музеј Војводине, Нови Сад, 2004. COBISS.RS
- Дијана: 20 година рада, поводом двадесет година уметничке игре Дијане Козарски, Српско народно позориште – Позоришни музеј Војводине, Нови Сад, 2004. COBISS.RS
- Трагом Индије ‒ Храмови, лутке и позориште / Trace of India ‒ Temples, Dolls and Theatre (са И. Кочи), каталог изложбе, Амбасада Индије у СРЈ – Позоришни музеј Војводине, Београд ‒ Нови Сад, 2004. COBISS.RS
- Владимир Маренић – позоришно сликарство, сцена и костим (са Б. Нишкановић и Р. Лазићем), Позоришни музеј Војводине, Нови Сад 2005. COBISS.RS
- Радуле Бошковић – уметност позоришног плаката, каталог изложбе, Позоришни музеј  Војводине – Српско народно позориште, Нови Сад, 2005. COBISS.RS
- Позоришта Војводине, каталог изложбе, Завод за културу Војводине – Позоришни музеј Војводине, Нови Сад, 2006. COBISS.RS
- Јуриј Љвович Ракитин – живот, дело, сећања (са Е. Успенски и А. Арсењевим), зборник,  Позоришни музеј Војводине ‒ Факултет драмских уметности, Нови Сад ‒ Београд, 2007. COBISS.RS
- Оксана Сторожук – двадесет година уметничке игре, Удружење балетских уметника   Војводине ‒ Позоришни музеј Војводине, Нови Сад, 2009. COBISS.RS
- Мира Бањац ‒ 60 година уметничког рада, монографија, Позоришни музеј Војводине, Нови Сад, 2011. COBISS.RS
- Позорје Лазе Костића, Оглед о Лази Костићу поводом 170-годишњице рођења, Позоришни музеј  Војводине ‒ Музеј Војводине, Нови Сад, 2011. COBISS.RS
- Лица Мире Бањац, каталог изложбе,  Позоришни музеј Војводине, Нови Сад. 2011. COBISS.RS
- Theatre poetics of Laza Kostic, Theatre Museum of Vojvodina, Novi Sad, 2012. COBISS.RS
- Уметност игре Милана Лазића (са Г. Теглаши Велимировић), Удружење балетских уметника Војводине ‒ Позоришни музеј Војводине, Нови Сад, 2013. COBISS.RS
- Трагом позоришне баштине, каталог изложбе, Позоришни музеј Војводине, Нови Сад, 2015. COBISS.RS
- Ибзенове драме, и на војвођанским сценама, Екологија. Наука. Уметност, Нови Сад, 2016.
- Све наше Хеде, Стеријино позорје, Нови Сад, 2018. COBISS.RS
- „Хеда Габлер” Хенрика Ибзена на позорницама Србије, каталог изложбе, Позоришни музеј Војводине, Нови Сад, 2018. COBISS.RS
- Светлана Бојковић ‒ Уметност глуме или трагање за истином (са Б. Атанацковић), каталог изложбе, Позоришни музеј Војводине ‒ Стеријино позорје, Нови Сад, 2019. АРТ ТРЕМА ФЕСТ COBISS.RS
- Позориште у времену сваком ‒ Каталог изложбе поводом 100 година Удружења драмских уметника Србије, (са М. Одавић, Ј. Ковачевић, М. Перишићем и С. Лазић), Удружење драмских уметника Србије, Београд, 2019. COBISS.RS